# هيردرن
هيردرن (بالألمانية: Herdern) هي بلدية سويسرية تتبع لمقاطعة فراونفيلد في كانتون تورغاو. تبلغ مساحتها 13.67 كيلومتر مربع، ويقدر عدد سكانها بـ 1020 نسمة (حسب تعداد ديسمبر 2015).